# Augustus Siebe
Christian Augustus Siebe (1788 (Saksen) - 15 april 1872 (Londen)), bekend onder zijn middelste naam, was een in Duitsland geboren Britse ingenieur, die vooral bekend stond om zijn bijdragen aan duikuitrusting. Hij migreerde naar Engeland in 1815 na te hebben deelgenomen aan de campagne tegen Napoleon onder leiding van Wellington. In 1856 verkreeg hij de Britse nationaliteit.

## Bijdrage aan duiken
In de jaren 1830 vroegen de gebroeders Deane aan Siebe om een variatie op hun "rookhelm"ontwerp te maken voor gebruik onder water. Later wendden ze zich tot Siebe om meer helmen voor duikoperaties te produceren. Voortbouwend op verbeteringen die al door een andere ingenieur, George Edwards, waren aangebracht, produceerde Siebe zijn eigen ontwerp; een helm gemonteerd op een waterdicht canvas duikpak over de volledige lengte. Het echte succes van de uitrusting was een klep in de helm. Kolonel Charles Pasley, leider van het Royal Navy-team dat Siebe's pak gebruikte op het wrak van de HMS Royal George, stelde voor dat de helm afneembaar moest zijn van het korset. Dit gaf aanleiding tot de typische standaard duikkleding die een revolutie teweegbracht in de civiele onderwatertechniek, onderwaterberging, commercieel duiken en marine duiken. Het bedrijf dat de naam Siebe Gorman Ltd. droeg, werd opgericht door hem en zijn schoonzoon Gorman. Hij wordt herdacht door een blauwe plaquette op zijn voormalige huis in Denmark Street, Londen.
Siebe won vele medailles op de Grote Tentoonstelling in 1851 en de Parijse Tentoonstelling in 1855.

## Andere uitvindingen
Naast zijn bijdragen aan het duiken heeft hij ook uitgevonden:
- een roterende waterpomp gepatenteerd in 1828;
- een papiermachine;
- een weegschaal met wijzerplaat;
- een ijsmachine.

## Overlijden
Hij stierf op 15 april 1872 aan chronische bronchitis in zijn huis in Londen. Hij werd begraven op de West Norwood Cemetery.